# Аминија (Њујорк)
Аминија (енгл. Amenia) насељено је место без административног статуса у америчкој савезној држави Њујорк.

## Демографија
По попису из 2010. године број становника је 955, што је 160 (-14,3%) становника мање него 2000. године.
| Група             | 2000.       | 2010.       |
| Белци             | 999 (89,6%) | 752 (78,7%) |
| Афроамериканци    | 37 (3,3%)   | 35 (3,7%)   |
| Азијати           | 8 (0,7%)    | 14 (1,5%)   |
| Хиспаноамериканци | 39 (3,5%)   | 133 (13,9%) |
| Укупно            | 1.115       | 955         |